# Coquillettomyia spinosa
Coquillettomyia spinosa är en tvåvingeart som beskrevs av Boris Mamaev 1973. Coquillettomyia spinosa ingår i släktet Coquillettomyia och familjen gallmyggor. Inga underarter finns listade i Catalogue of Life.